# Портер, Эндрю
Эндрю Портер (англ. Andrew Brian Porter; 26 августа 1928, Кейптаун — 3 апреля 2015, Лондон) — британский музыкальный критик.
В 1940-е гг. учился игре на органе в Университетском колледже Оксфордского университета. В это же время начал публиковаться как музыкальный критик. В 1953—1972 гг. музыкальный обозреватель газеты Financial Times; одновременно в 1960—1967 гг. возглавлял журнал The Musical Times. Затем в 1972—1992 гг. работал в США как музыкальный критик журнала The New Yorker; статьи американского периода регулярно собирались в книжные сборники. По возвращении в Великобританию публиковался в различных изданиях, в том числе в The Observer и The Times Literary Supplement. Специалисты отмечают глубокую научную подготовку, стоявшую за статьями Портера, наряду с их нередкой пристрастностью.
Помимо критической деятельности Портер много работал как переводчик оперных либретто на английский язык — в том числе «Волшебной флейты» Вольфганга Амадея Моцарта и «Кольца нибелунгов» Рихарда Вагнера. Спорадически выступал как либреттист и оперный режиссёр.